# 湯前町立湯前小学校
湯前町立湯前小学校（ゆのまえちょうりつ ゆのまえしょうがっこう）は、熊本県球磨郡湯前町にある公立の小学校。

## 概要
歴史
1874年（明治7年）に「公立上里小学校」として創立。数回の改編・改称を経て、現校名となったのは1947年（昭和22年）。2024年（令和6年）に創立150周年を迎えた。
校章
中央に校名の頭文字である「湯」の文字を配している。
校歌
1952年（昭和27年）に制定。作詞・作曲ともに、梅沢信一による。
通学区域
「湯前町全域」。中学校区は湯前町立湯前中学校。

## 沿革
- 1874年（明治7年）12月 - 「公立上里小学校」が創立。
- 1882年（明治14年）12月 - 「公立南小学校」が新設される。公立上里小学校が「公立北小学校」に改称。
- 1888年（明治21年）6月 - 尋常北小学校と尋常南小学校が統合の上、「尋常南北小学校」となる。
- 1889年（明治22年）4月1日 - 町村制施行により、球磨郡「湯前村」が発足。
- 1892年（明治25年）- 「南北尋常小学校」に改称。
- 1893年（明治26年）9月 - 「湯前尋常小学校」に改称。
- 1898年（明治31年）7月 - 上京手から上松原（現在地）に移転。
- 1905年（明治38年）4月 - 高等科（2年制）を併置の上、「湯前尋常高等小学校」に改称（尋常科4年・高等科2年）。
- 1908年（明治41年）4月 - 改正小学校令施行により、尋常科（義務教育年限）が4年制から6年制に改められる。これにより、旧高等科1年を尋常科5年に、旧高等科2年を尋常科6年に改める。これにより、2年制の高等科が尋常科に改められたため、実質高等科は廃止され、「湯前尋常小学校」（尋常科6年）と改称。
- 1915年（大正4年）4月 - 高等科（3年制）を併置の上、「湯前尋常高等小学校」に改称（尋常科6年・高等科2年）。
- 1916年（大正5年）- 本館と第一校舎を増築。
- 1928年（昭和3年）- 講堂]が完成。
- 1933年（昭和8年）- 運動場を拡張。
- 1937年（昭和12年）4月1日 - 町制施行により、「湯前町」が発足。
- 1941年（昭和16年）4月1日 - 国民学校令施行より、「湯前町湯前国民学校」に改称。
- 1947年（昭和22年）- 学制改革が行われる（六・三制の実施）。
  - 4月1日 - 国民学校初等科は、新制小学校「湯前町立湯前小学校」に改組・改称。
  - 4月14日 - 国民学校高等科は、青年学校普通科とともに、新制中学校「湯前町立湯前中学校」に改組・改称。小学校に併設される。
- 1950年（昭和25年）- 失火のため本館・講堂全て、校舎大部分を消失。その後、第一校舎と第二校舎西側が完成。当時の児童数1400。
- 1951年（昭和26年）- 台風により校舎が倒壊。
- 1952年（昭和27年）- 第二校舎東側・本館等が完成。校舎建築第一期工事および第二期工事が完成。校旗・校歌を制定。
- 1955年（昭和30年）- 講堂兼体育館が完成。市房ダム工事が開始。
- 1957年（昭和32年）- プールが完成。
- 1958年（昭和33年）4月1日 - 仁原分校を設置。図書館、理科室が完成。在籍児童数が1562名と最大を記録する。
- 1960年（昭和35年）- 学校給食（A型）を開始。市房ダムが完成。
- 1963年（昭和38年）- 低学年プールが完成。仁原分校の給食室と理科室が完成。仁原分校でミルク給食を開始。
- 1967年（昭和42年）
  - 4月 - 特殊学級を開設。　湯前小学校の調理場が、湯前町の学校給食共同調理場となる。
  - 12月 - 仁原分校を廃止。
- 1969年（昭和44年）- 運動場の北側を整備。
- 1974年（昭和49年）- 創立100周年記念式典を挙行。
- 1976年（昭和51年）- 陸上自衛隊の作業により、運動場を改修。
- 1978年（昭和53年）- らく焼きかま室が完成。
- 1983年（昭和58年）- 学校給食共同調理場が完成。
- 1984年（昭和59年）- 新校舎が完成。
- 1989年（平成元年）- 運動場を改良。
- 1993年（平成5年）- さよなら講堂集会を実施。講堂を解体。
- 1995年（平成7年）- 仁原分校跡記念碑を建立。
- 2011年（平成23年）- 学童クラブを設置。
- 2014年（平成26年）- 運動場を改良。プールを解体。
- 2015年（平成27年）- 地域未来塾を開講。
- 2016年（平成28年）- 新給食共同調理場が完成。
- 2024年（令和6年）
  - 2月1日 - 創立150周年記念式典を挙行。
  - 2月14日 - 創立150周年記念ミュージカル公演を開催。

## 交通アクセス
最寄りの鉄道駅
- くま川鉄道 湯前線「湯前駅」

最寄りのバス停留所
- 九州産交バス 「湯前駅」停留所

最寄りの幹線道路
- 国道219号
- 熊本県道43号錦湯前線

## 周辺
- 湯前町学校給食共同調理場
- 湯前町立湯前中学校
- 湯前町役場
- 幸野溝土地改良区
- 幸野溝（こうのみぞ）